# 葉震亨
葉震亨（15世紀—15世紀），廣西平樂府平樂縣人，明朝政治人物。

## 生平
葉震亨是嘉靖十九年（1540年）的舉人，二十年（1520年）授寧鄉教諭，造就士子有法，二十二年（1543年）分考山東鄉試，陞應城知縣，有礦賊自河南藏匿在應城南邊山中，他帶弓箭騎馬到山下賊人所在地方，流寇當中五人異常凶狠，奮臂持矛銳不可擋，他卻不為所動，命隨從發箭殺死五人，將屍體懸在馬腹回到縣城，自此流寇不敢入境。

## 引用
1. 1 2  光緒《平樂府志·卷十二·選舉部一》：舉人 平樂縣 明……葉震亨 嘉靖十九年庚子科，岳州府同知
2. ↑  同治《寧鄉縣志·卷二十一·職官三》：葉震亨，任教諭，通而不隨，貞而不諒，嚴考校、詳定等差，造就有方，（嘉靖）癸卯應聘山東同考官，陞應城縣令、岳州同知，後家於甯。
3. ↑  光緒《德安府志·卷十·職官下》：葉震亨，平樂舉人，萬厯【嘉靖】中知應城縣，時有礦賊從中州來匿城南大麓中，震亨躍馬挾弓矢出，從者三人抵賊所，賊據麓自若，兇獷者五人，絕澗奮臂持矟來銳不可擋，震亨不為動，比短兵相接，令從者發矢斃之，盡得五首懸馬腹而還，自是不敢入境。 通志引《道聽錄》